# Adam Morgan
Adam Joseph Morgan (Liverpool, 21 april 1994) is een Engels voetballer die als aanvaller speelt bij Liverpool.

## Clubcarrière
Adam Morgan begon met voetballen bij Liverpool op 6-jarige leeftijd. Hij speelde nooit voor een andere club. Op 23 augustus 2012 maakte hij z'n debuut voor Liverpool in een voorrondewedstrijd van de Europa League tegen het Schotse Hearts. Hij viel in voor Fabio Borini.

## Interlandcarrière
Morgan kwam reeds uit voor Engeland -17 en Engeland -19.  Voor Engeland -17 haalde hij 17 caps waarin hij viermaal tot scoren kwam. Bij Engeland -19 scoorde hij één keer in 5 wedstrijden.